# Nierbekken

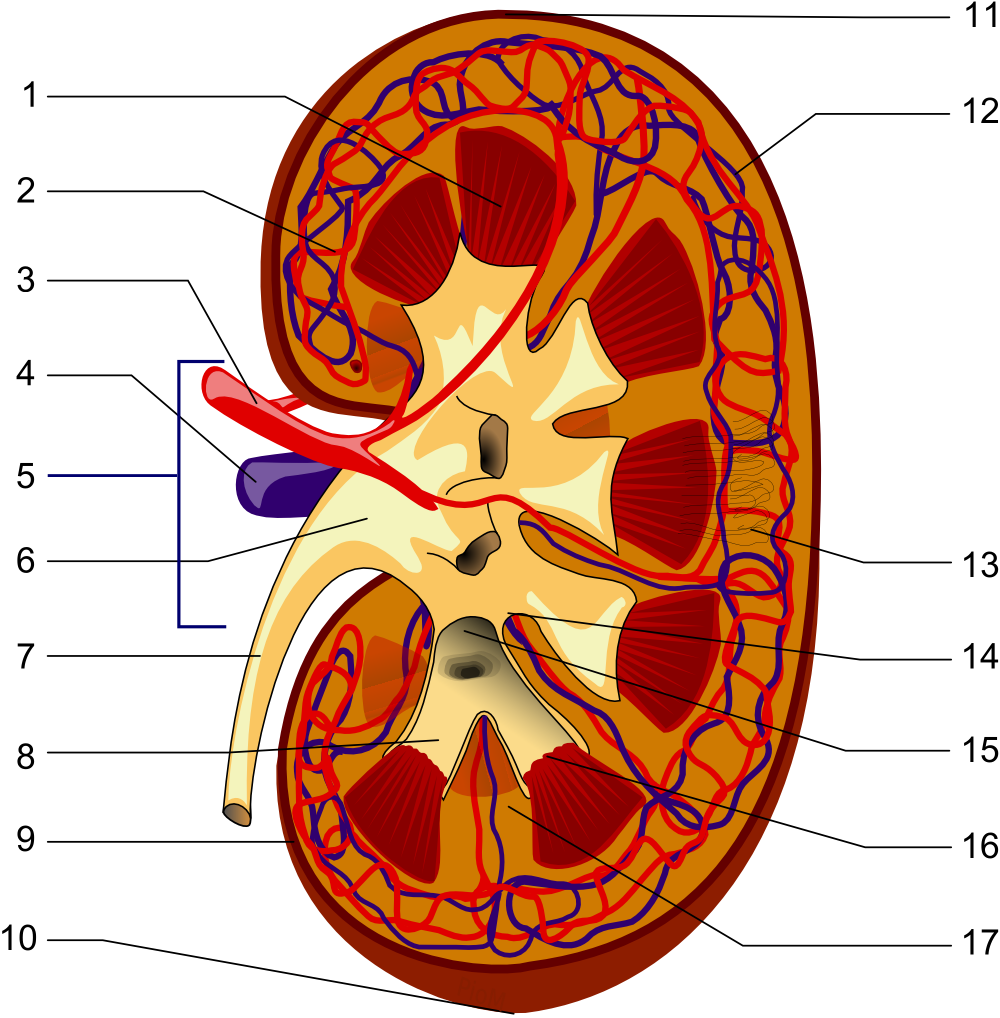
Schematische voorstelling van de nier.
1. Renale piramide,
2. arteriole,
3. nierslagader,
4. nierader,
5. renale hylum,
6. nierbekken,
7. ureter,
8. minor calyx,
9. niercapsule,
10. onderste niercapsule,
11. bovenste niercapsule,
12. vena interlobularis
13. nefronen,
14. kleine nierkelk,
15. grote nierkelk,
16. niermerg,
17. renale kolom

Het nierbekken (pyelum of pelvis renalis in Latijn) zit aan de binnenkant van de nier. Het nierbekken is een klein opvangreservoir voor de door de nefronen geproduceerde urine. Vanaf het nierbekken loopt de urineleider (ureter in Latijn) naar de blaas. De ureter heeft een peristaltische functie, dat wil zeggen dat de urine druppelsgewijs naar de blaas wordt gebracht door een knijpbeweging.
Een voorkomend probleem is dat op de plaats van de aanhechting met de ureter een vernauwing (stenose) ontstaat (ureterstenose).
Het nierbekken, de urineleider (ureter), de urineblaas en de urinebuis (urethra) zijn bekleed met overgangsepitheel (ofwel slijmvlies ofwel het 'urotheel').

## Opvangbekken
Een nierbekken is in de medische zorg ook een niervormig bekken dat gebruikt wordt om vloeistoffen in op te vangen of gebruikte instrumentaria en dergelijke in te verzamelen.
nier (ren) · urineleider (ureter) · urineblaas (vesica urinaria) · urinebuis (urethra)

nierbekken · nierkelk

nefron · juxtaglomerulair apparaat · kapsel van Bowman · glomerulus · distale tubulus contortus · lichaampje van Malpighi